# إرنست غوستاف كيرش
إرنست غوستاف كيرش (بالألمانية: Ernst Gustav Kirsch)‏ هو مهندس ورياضياتي ألماني، ولد في 13 سبتمبر 1841، وتوفي في 8 يناير 1901.